# Otto Kuntzemüller
Carl Bernhard Otto Kuntzemüller (auch: Otto Kuntzemueller und Hermann Oesterwitz (Pseudonym); * 28. Juni 1847 in Guben; † im 20. Jahrhundert) war ein deutscher Historiker, Freimaurer, Autor, Journalist für verschiedene Tageszeitungen und Unternehmer.

## Leben
Otto Kuntzemüller war Sohn eines Fabrikanten in Guben. Nach dem Abitur studierte ab 1867 Philologie an der Friedrich-Wilhelms-Universität zu Berlin. Er war Teilnehmer des Deutsch-Französischen Kriegs 1870/71. 1872 wurde er Schulamtskandidat am Gubener Gymnasium.
Mit seiner Dissertation „Nithard und sein Geschichtswerk“ an der Universität Jena wurde Kuntzemüller am 24. Juli 1873 zum Dr. phil. promoviert. Im Oktober 1873 erhielt er die Stelle eines Hilfslehrers, 1875 die eines „ordentlichen Lehrers“ am städtischen Gymnasium in Spandau.
Die Spandauer Stadtverordnetenversammlung beauftragte Otto Kuntzemüller 1875 die fast 40 Jahre unterbrochene Chronik der Stadt Spandau fortzuführen. Im Ergebnis veröffentlichte er 1881 das Werk „Urkundliche Geschichte der Stadt und Festung Spandau von Entstehung der Stadt bis zur Gegenwart“. Es wurde mehrfach, zuletzt 1978 in der DDR und 1989 in Westdeutschland, neu aufgelegt.
Bis 1891 leitete Otto Kuntzemüller das Chemnitzer Tageblatt; zum 1. April 1891 wechselte er dann als „politischer Mitredakteur und stellvertretender Chefredakteur in die Redaktion“ des Hannoverschen Couriers.
In Kürschners deutschem Literatur-Kalender von 1912 erscheint Kuntzemüller als Inhaber der Firma Meißler & Co. Handelsauskunftei und Verlag in Berlin-Schöneberg.
Otto Kuntzemüller setzte sich Ende des 19. Jahrhunderts und Anfang des 20. Jahrhunderts publizistisch sowohl mit dem historischen Zeitungswesen in Hannover als auch unter zahlreichen Titeln mit der Freimaurerei in Europa auseinander.

## Schriften (Auswahl)
- Nithard und sein Geschichtswerk. Phil. Diss. Jena 1873.
- Urkundliche Geschichte der Stadt und Festung Spandau von Entstehung der Stadt bis zur Gegenwart. Erstauflage: Magistrat der Stadt Spandau 1881.(Digitalisat)
  - 2 Bände: mit einem Geleitwort und Nachtrag von Friedrich Koeltze, Berlin-Spandau: Dreger; Neuauflagen in 1928 und 1929
- Das hannoversche Zeitungswesen vor dem Jahre 1848. Ein Beitrag zur Geschichte der deutschen Presse, in: Preußische Jahrbücher 94, 1898, S. 425–453
- Entstehung, Einrichtung und Akten der Großen Landesloge  der Freimaurer von Deutschland, Berlin 1895
- Die Freimaurerei und ihre Gegner in sachlicher Darstellung und aktenmäßiger Beleuchtung, Hannover: Adolf Sponholtz, 1897
- Geschichte, Einrichtung, Lehrart und Gebräuche der Großen Loge von Preußen, gen. Royal York zur Freundschaft, Berlin: Mittler 1898
- Hannoverscher Courier – Zeitung für Norddeutschland – Hannoversche Anzeigen – Hannoversche neueste Nachrichten 1849-1899, Festschrift zum 50-jährigen Bestehen, Druck und Verlag von Gebrüder Jänecke, 1899
- Die Denkmäler Kaiser Wilhelms des Großen, um 1904
  - Fotomechanischer Neudruck der Original-Ausgaben von 1928–29 (in Frakturschrift), Leipzig : Zentralantiquariat der Deutschen Demokratischen Republik, 1978
  - Unveränderter Nachdruck der zweibändigen Ausgabe 1928–29, Berlin: arani, 1978, ISBN 3-7605-8534-5; 2. Auflage, ISBN 3-7605-8534-5
- als Hermann Oesterwitz (Hg.): Wegweiser durch die Universitätsstadt Gießen und ihre Umgebung. Gießener Verkehrshandbuch, Gießen: Emil Roth 1907
- Freimaurerisches Mitteleuropa. Hs. f. Brr Freimaurer, aus: Herold, 1918, Nr. 35–38, Leipzig: Verein deutscher Freimaurer, 1918